# 영천휴게소
영천휴게소(永川休憩所 / Yeongcheon Service Area)는 경상북도 영천시 임고면에 있는 새만금포항고속도로의 고속도로 휴게소이다. 양방향에 휴게소가 존재한다.

## 시설물
- 주차장
- 화장실
- 주유소:알뜰주유소 LPG:SK가스
- 매점
- 식당
- 현금 자동 입출금기

## 전후
- 임고 나들목→영천휴게소→서포항 나들목
- 청통휴게소 →영천휴게소→ 고속도로 종점